# Jeffrey Cobb
Jeffrey Cobb (* 11. Juli 1982 in Honolulu, Hawaii, Vereinigte Staaten) ist ein US-amerikanischer Wrestler, bekannt unter seinem Ringnamen Jeff Cobb sowie ehemals bei Lucha Underground als maskierter Wrestler Matanza Cueto. Er tritt unter anderem in den Shows von New Japan Pro-Wrestling auf. Seit Mai 2025 steht er bei World Wrestling Entertainment unter Vertrag und tritt unter dem Namen JC Matteo in deren wöchentlichen Show SmackDown auf. 
Er war außerdem Ringer und trat für Guam bei den Olympischen Sommerspielen 2004 an. 

## Leben

### Karriere als Ringer
Jeffrey Cobb trat als Ringer im Freistilringen und im griechisch-römischen Stil an. Während seiner Karriere trat er meist im Mittelgewicht, aber auch im Halbschwergewicht an. Zu seinen größten Leistungen zählen die ersten Plätze bei den Ringer-Ozeanienmeisterschaften 2001 (Freistil, Halbschwergewicht), 2004 (Freistil, Mittelgewicht), 2005 (griechisch-römisch/Freistil, Halbschwergewicht) und 2007 (griechisch-römisch, Halbschwergewicht) sowie der zweite Platz 2004 (griechisch-römisch, Halbschwergewicht) und dritte Plätze 2001 (griechisch-römisch, Halbschwergewicht) und 2002 (Freistil, Mittelgewicht).  2004 vertrat er als einer von vier Athleten Guam bei den Olympischen Sommerspielen 2004 in Athen. Ihm wurde die Ehre zu Teil die Delegation als nationaler Flaggenträger anzuführen. Seine beiden Kämpfe gegen David Bichinashvili und Yoel Romero Palacio verlor er jedoch deutlich und belegte den letzten Platz. Seine Ringerkarriere beendete er 2007.

### Karriere als Wrestler
Er wechselte anschließend zum Wrestling und wurde in der Action Zone Wrestling (AZW) School auf Hawaii von Oliver John trainiert. Dort trat er als Jeff Cobb an und übernahm seinen Spitznamen „Mr. Athletic“, den er bereits als Ringer trug. Sein Debüt hatte er bei der Großveranstaltung Anniversary Annihilation am 29. Juni 2009, bei der er Jet Akuma besiegen durfte.  Er wrestelte mehrere Jahre für AZW und durfte den dortigen Championtitel zweimal gewinnen.
2015 wurde er in der ersten Staffel der Wrestling-Show Lucha Underground auf El Rey Network als „Monster“ Matanza Cueto eingeführt. Zunächst hatte er nur Schauspielauftritte. Er trat dort als maskierter Bruder des Promoters Dario Cueto auf, ein Muskelpaket vor dem alle anderen Wrestler Angst hatten. Sein In-Ring-Debüt hatte er in der Episode Aztec Warfare II am 22. März 2016. Er trat dort als Überraschungsteilnehmer an der Battle Royale auf und eliminierte alle Teilnehmer, darunter den damaligen Champion Fénix, den ehemaligen Champion Prince Puma sowie Neuankömmling Rey Mysterio. Er wurde dadurch vierter Lucha Underground Champion. Den Titel durfte er bis zur Episode Aztec Warfare III der dritten Staffel behalten. Die Battle Royale um den Titel gewann die weibliche Wrestlerin Sexy Star.
2016 debütierte Cobb auch bei Pro Wrestling Guerrilla (PWG). Dort durfte er am 20. Oktober 2017 gemeinsam mit Matthew Riddle im Tag Team The Chosen Bros die PWG World Tag Team Championship von The Lucha Brothers (Rey Fénix und Penta el 0M) gewinnen. Am 20. April 2018 verloren sie den Titel an The Rascalz (Zachary Wentz und Dezmond Xavier). Am 19. Oktober 2018 erhielt Cobb die PWG World Championship von WALTER. Er hielt den Titel für 427 Tage, bis er ihn an Bandido verlor.
Am 18. November 2017 gab Cobb sein Debüt für New Japan Pro-Wrestling (NJPW). Dort durfte er am 6. April 2019 die NEVER Openweight Championship von Will Ospreay gewinnen. Am 3. Mai 2019 verlor er den Titel an Taichi.
2018 trat er erstmals für Ring of Honor (ROH) an. In seinem Debütmatch durfte er am 29. September 2018 die ROH World Television Championship von Punishment Martinez gewinnen. Am 9. Mai 2019 gab er den Titel in einem Four Corner Survival-Match an Shane Taylor ab. An dem Match waren auch Brody King und Hirooki Goto beteiligt.
In der AEW-Dynamite-Ausgabe vom 12. Februar 2020 debütierte Cobb bei All Elite Wrestling (AEW), als er Jon Moxley gemeinsam mit Chris Jerichos Stable The Inner Circle angriff. Gegen Jon Moxley verlor er am 19. Februar 2020 sein erstes und bisher einziges AEW-Match.

## Erfolge als Ringer
- Ringer-Ozeanienmeisterschaften 2001: 1. Platz Freistil und 3. Platz griechisch-römischer Stil, Halbschwergewicht
- Ringer-Ozeanienmeisterschaften 2002: 3. Platz Freistil, Mittelgewicht
- Ringer-Weltmeisterschaften 2003: 32. Platz Freistil, Mittelgewicht
- Ringer-Ozeanienmeisterschaften 2004: 1. Platz Freistil und 2. Platz griechisch-römischer Stil, Mittelgewicht
- Olympische Spiele 2004: 21. Platz Freistil, Fahnenträger
- Ringer-Ozeanienmeisterschaften 2005: 1. Platz Freistil und griechisch-römischer Stil, Halbschwergewicht
- Ringer-Ozeanienmeisterschaften 2007: 1. Platz Freistil und griechisch-römischer Stil, Halbschwergewicht
- Ringer-Weltmeisterschaften 2007: 26. Platz Freistil, Mittelgewicht

## Titel als Wrestler
- Action Zone Wrestling
  - AZW Heavyweight Championship (3×)

- All American Wrestling 
  - AAW Tag Team Championship (1×) mit David Starr und Eddie Kingston

- All Pro Wrestling
  - APW Universal Heavyweight Championship (1×)
  - Young Lions Cup (2012)

- Fighting Spirit Pro
  - Fighting Spirit Pro Heavyweight Championship (1×)

- Lucha Underground
  - Lucha Underground Championship (1×)
  - Aztec Warfare II

- New Japan Pro-Wrestling
  - IWGP Tag Team Championship (1×) mit Great-O-Khan
  - NEVER Openweight Championship (1×)
  - NJPW World Television Championship (1×)

- Premier Wrestling
  - Premier Heavyweight Championship (2×)

- Pro Wrestling Guerrilla
  - PWG World Championship (1×)
  - PWG World Tag Team Championship (1×) mit Matthew Riddle

- Ring of Honor
  - ROH World Television Championship (1×)

- Ring Warriors
  - Ring Warriors Grand Championship (1×)